# Gyalwa Karmapa

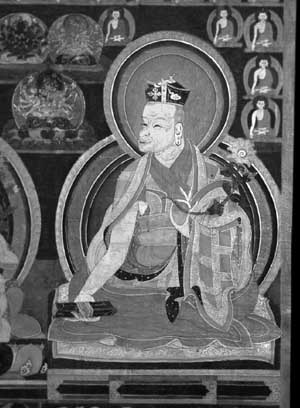
Der 1. Karmapa Düsum Khyenpa

Gyalwa Karmapa (tib.: rgyal ba kar ma pa, tibetisch: རྒྱལ་བ་ཀར་མ་པ, auch: „Schwarzhut-Lama“, tibetisch: zhwa nag bla ma, tibetisch: ཞྭ་ནག་བླ་མ; chinesisch Gamaba 噶玛巴（大宝法王) ist der Titel des höchsten Lamas der Karma-Kagyü-Schule des tibetischen Buddhismus.

## Oberhaupt und höchster Lama der Karma-Kagyü-Schule

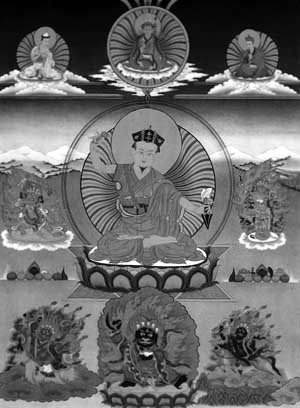
Der 2. Karmapa Karma Pakshi

Die Gyalwa Karmapas haben eine lange Tradition in der Geschichte Tibets. Der 1. Gyalwa Karmapa war Je Düsum Khyenpa (deutsch: „Kenner der drei Zeiten“), der die Karma-Kagyü-Schule des tibetischen Buddhismus (Vajrayana) als eigenständige Linie gründete.
Im 13. Jahrhundert wurde – als eine Art spirituelle Erbfolge – das System der Trülkus, der „bewussten Wiedergeburten“, von der Karma-Kagyü eingeführt. Der erste Gyalwa Karmapa Düsum Khyenpa (1110–1193) hatte prophezeit, dass er sich reinkarnieren und sich als Wiedergeburt des Karmapa zu erkennen geben werde. Dieses System setzt sich bis heute fort. Bewusste Inkarnationen von Lamas gab es zwar schon vor der Zeit Karma Pakshis, die Gyalwa Karmapas kündigten ihre Wiedergeburten allerdings in Briefen, Gedichten oder Ähnlichem jeweils an. Karmapas Kommen wurde aus der Sicht der Karma-Kagyü bereits zur Zeit des historischen Buddha Shakyamuni angekündigt. Schon vor seinem Erscheinen als Gyalwa Karmapa soll es Inkarnationen des Karmapa als Saraha oder als Guru Chöwang, einem der 25 wichtigsten Schüler Guru Rinpoches gegeben haben.
Gyalwa Karmapas werden im tibetischen Buddhismus als Menschen (Nirmāṇakāya) angesehen, die sich aus Mitgefühl entschlossen haben, durch Reinkarnation wieder in das Leben oder „in die gewöhnliche menschliche Existenz“ einzutreten, um anderen Wesen dienen zu können, obwohl sie als erleuchtete Wesen (Bodhisattva) den Kreislauf der Wiedergeburt hätten verlassen können. Sie gelten als Emanation Avalokiteshvaras (tib. spyan ras gzigs; Chenrezig) des Bodhisattva des Mitgefühls – ebenso wie auch die Dalai Lamas des Gelug-Ordens, die seit dem 15. Jahrhundert ebenfalls als Erscheinungsformen Avalokiteshvaras gesehen werden. Während dies im religiösen Kontext ohne inneren Widerspruch ist (ein Bodhisattva kann sich in vielfacher Form manifestieren), spiegelt es politisch einen historischen Konflikt zwischen den beiden Orden wider, der unter dem 5. Dalai Lama mit Hilfe der Mongolen militärisch zugunsten der Gelugpa entschieden wurde.
Die Manifestationen Karmapas werden in der Karma-Kagyü als untrennbar von den Manifestationen Guru Rinpoches angesehen. Der Gyalwa Karmapa ist als höchster Lama der Karma-Kagyü eine wichtige Bezugsperson, vor allem bei der Praxis des Guru-Yoga.
Die Identität des derzeitigen 17. Gyalwa Karmapa ist umstritten. Zurzeit gibt es zwei Personen, die als 17. Inkarnation des Gyalwa Karmapa inthronisiert sind: Orgyen Thrinle Dorje und Thrinle Thaye Dorje. Beide werden jeweils von hochrangigen Lamas innerhalb der Karma-Kagyü-Linie unterstützt; ein Vorgang, der zu einer Spaltung der Karma-Kagyü-Linie geführt hat.

## Liste der Gyalwa Karmapas
|     | Name (Liste tibetischer Namen und Titel) | Bild | Lebensdaten | Umschrift nach Wylie         | THDL-Transkription   | offizielle Transkription der VRCh |
| --- | ---------------------------------------- | ---- | ----------- | ---------------------------- | -------------------- | --------------------------------- |
| 1.  | Düsum Khyenpa                            |      | 1110–1193   | dus gsum mkhyen pa           | Düsum Khyenpa        | Düsum Kyênba                      |
| 2.  | Karma Pakshi                             |      | 1203–1283   | pakshi chos kyi bla ma       | Pakshi Chökyi Lama   | Bagxi Qoigyi                      |
| 3.  | Rangjung Dorje                           |      | 1284–1339   | rang byung rdo rje           | Rangjung Dorjé       | Rangjung Dorjê                    |
| 4.  | Rölpe Dorje                              |      | 1340–1383   | rol pa’i rdo rje             | Rölpe Dorjé          | Roibai Dorjê                      |
| 5.  | Deshin Shegpa                            |      | 1384–1415   | bde bzhin gshegs pa          | Deshin Shekpa        | Dêxin Xêgba                       |
| 6.  | Thongwa Dönden                           |      | 1416–1453   | mthong ba don ldan           | Tongwa Dönden        | Tongwa Doindain                   |
| 7.  | Chödrag Gyatsho                          |      | 1454–1506   | chos grags rgya mtsho        | Chödrak Gyatso       | Qoizhag Gyaco                     |
| 8.  | Mikyö Dorje                              | –    | 1507–1554   | mi bskyod rdo rje            | Mikyö Dorjé          | Migyoi Dorjê                      |
| 9.  | Wangchug Dorje                           |      | 1556–1603   | dbang phyug rdo rje          | Wangchuk Dorjé       | Wangqug Dorjê                     |
| 10. | Chöying Dorje                            |      | 1604–1674   | chos dbyings rdo rje         | Chöying Dorjé        | Qoiying Dorjê                     |
| 11. | Yeshe Dorje                              |      | 1676–1702   | ye shes rdo rje              | Yeshé Dorjé          | Yêxê Dorjê                        |
| 12. | Changchub Dorje                          |      | 1703–1732   | byang chub rdo rje           | Changchup Dorjé      | Qangqub Dorjê                     |
| 13. | Düdul Dorje                              |      | 1733–1797   | bdud ’dul rdo rje            | Düdül Dorjé          | Düdü Dorjê                        |
| 14. | Thegchog Dorje                           |      | 1798–1868   | theg mchog rdo rje           | Tekchok Dorjé        | Têgqog Dorjê                      |
| 15. | Khakyab Dorje                            |      | 1871–1922   | mkha’ khyab rdo rje          | Khakhyap Dorjé       | Kakyab Dorjê                      |
| 16. | Rangjung Rigpe Dorje                     |      | 1924–1981   | rang ’byung rig pa’i rdo rje | Rangjung Rikpé Dorjé | Rangjung Rigbai Dorjê             |
| 17. | Orgyen Thrinle Dorje                     |      | 1985–       | o rgyan ’phrin las rdo rje   | Ogyen Trinlé Dorjé   | Ogyain Chinlai Dorjê              |
| 17. | Trinley Thaye Dorje                      |      | 1983–       | ’phrin las mtha’ yas rdo rje | Trinlé Tayé Dorjé    | Chinlai Tayai Dorjê               |

### 17. Karmapas
- Website von Trinley Thaye Dorje (Anerkannt durch 14. Sharmapa und weitere.)
- Website von Urgyen Trinley Dorje (Anerkannt durch Khenchen Thrangu Rinpoche, China und weitere.)

### Medien
- Das Leben des 16. Karmapa
- BBC News story: Who is the Karmapa Lama?
- Khandro.net: a menu of articles about the Karmapa
- Movie "recognition of the 17. gyalwa Karmapa Trinley Thaye Dorje": http://www.sfi-usa.org/karmapa-news/karmapa-interview/index.htm

### Interviews
- Interview mit dem 17. Karmapa Thaye Dorje
- Interview mit Khenchen Thrangu Rinpoche (der Urgyen Trinley Dorje als den 17. Karmapa anerkennt) über die generelle Bedeutung eines solchen Konflikts